# Ďubákovo
Ďubákovo (ungarisch Vágó – bis 1907 Gyubákó) ist eine Gemeinde in der südlichen Mittelslowakei mit 84 Einwohnern (Stand 31. Dezember 2024) und gehört zum Okres Poltár, einem Kreis des Banskobystrický kraj.

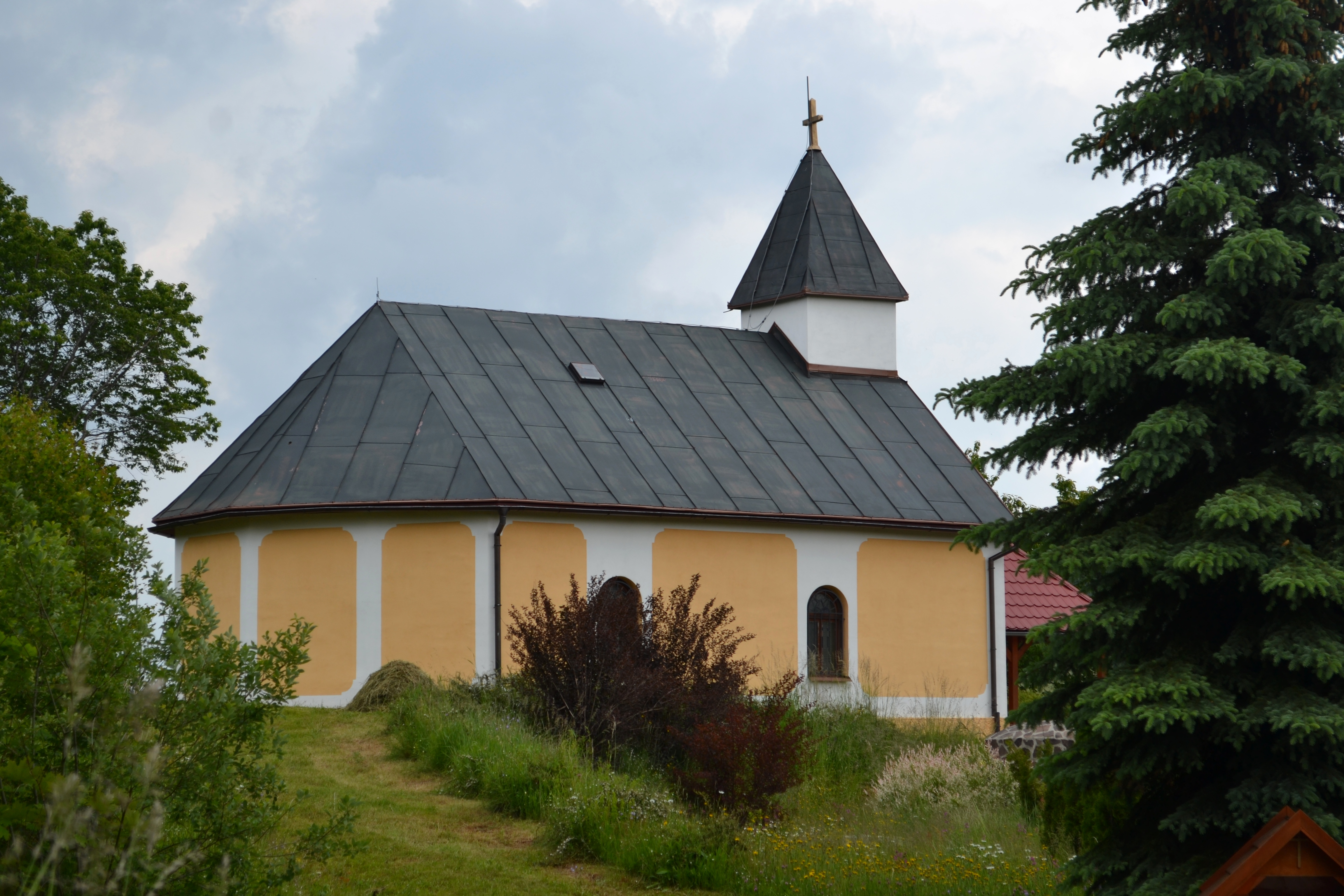

## Geographie
Die Gemeinde befindet sich im hoch gelegenen Teil des Slowakischen Erzgebirges und im Teilgebirge Stolické vrchy, im engen Tal des Baches Kokavka im Einzugsgebiet der Rimavica. Das Ortszentrum liegt auf einer Höhe von 800 m n.m. und ist 32 Kilometer von Poltár entfernt.
Nachbargemeinden sind Šoltýska im Norden, Kokava nad Rimavicou im Osten, České Brezovo im Südosten, Krná im Süden und Málinec (Ortsteil Ipeľský Potok) im Westen.

## Geschichte
Ďubákovo wurde zum ersten Mal 1553 schriftlich erwähnt und wird in Steuerverzeichnissen des osmanischen Sandschaks Szécsény aus den Jahren 1562–63 geführt. Zu einem späteren Zeitpunkt verödete der Ort und von der Geschichte im 17. und fast im ganzen 18. Jahrhundert ist so gut wie nichts bekannt. Im späten 18. Jahrhundert wurde der Ort durch Kolonisten aus dem Komitat Arwa unter der Führung der Familie Forgách neu besiedelt. 1828 zählte man 32 Häuser und 279 Einwohner, die als Fuhrmänner, Schindler, Viehhalter, Waldarbeiter und Landwirte auf gerodeten Flächen beschäftigt waren. Administrativ entstand die Gemeinde nach 1873 durch Ausgliederung aus der Gemeinde Kokava nad Rimavicou.
Bis 1918/1919 gehörte der im Komitat Gemer und Kleinhont liegende Ort zum Königreich Ungarn und kam danach zur Tschechoslowakei beziehungsweise heute Slowakei. Von 1973 bis 1990 war Ďubákovo Ortsteil der Nachbargemeinde Šoltýska.

## Bevölkerung
| Jahr                | 1994 | 2004    | 2014     | 2024 |
| ------------------- | ---- | ------- | -------- | ---- |
| Anzahl der Personen | 126  | 116     | 84       | 84   |
| Unterschied         |      | −7,93 % | −27,58 % | +0 % |

| Jahr                | 2023 | 2024  |
| ------------------- | ---- | ----- |
| Anzahl der Personen | 75   | 84    |
| Unterschied         |      | +12 % |

Gemäß der Volkszählung 2011 wohnten in Ďubákovo 96 Einwohner, davon 84 Slowaken und ein Magyare. 11 Einwohner machten keine Angabe zur Ethnie.
79 Einwohner bekannten sich zur römisch-katholischen Kirche. Vier Einwohner waren konfessionslos und bei 13 Einwohnern wurde die Konfession nicht ermittelt.